# خوشبختی در راه است
خوشبختی در راه است یا خوشبختی زیادی (به انگلیسی: Too Much Happiness) یک مجموعه داستان کوتاه از آلیس مونرو است که انتشارات مک‌کللند و استوارت آن را در سال ۲۰۰۹ منتشر کرد. این مجموعه داستان را مهری شرفی به فارسی ترجمه کرده‌است.